# Vulkanska planota Severnega otoka
Vulkanska planota Severnega otoka (pogosto imenovana Centralna planota in občasno tudi planota Waimarino) je vulkanska planota, ki pokriva večji del osrednjega Severnega otoka Nove Zelandije z vulkani, platoji lave in kraterskimi jezeri. Vsebuje kompleks kaldere Taupō, kompleks kaldere Ōkataina in vulkanski center Tongariro, zaradi česar je trenutno najpogosteje aktivno in produktivno območje silicijevega vulkanizma na Zemlji. Nova Zelandija je del pacifiškega ognjenega obroča.

## Lega in opis
Planota je dolga približno 60 km vzhod-zahod in razdalja sever-jug je približno 125 km.
Obsežne plošče ignimbrita se širijo vzhodno in zahodno od osrednje vulkanske cone Taupō, osredotočene na ogromno aktivno supervulkansko kaldero jezera Taupō, ki je zdaj največje jezero na Novi Zelandiji. Ta je nazadnje izbruhnil pred manj kot 2000 leti. Vulkansko območje vključuje tri aktivne vrhove gore Tongariro, Ngauruhoe in Ruapehu na jugu in sega čez Rotoruo na severu in sega skoraj do obale Bay of Plenty (Zaliv izobilja). Severno od Tongarira je vulkanska gora Pihanga. Zahodna meja planote tvori strmino poleg gorovja Mamaku in Kaimai, južneje pa je manj izrazita. Na vzhodu se planota razteza do vznožja gorovja Ahimanawa, Kaweka in rodovitnega gorovja Kaimanawa. Zahodno od planote stoji vulkan Taranaki Maunga (v narodnem parku Egmont).
Dve najdaljši reki v državi, Whanganui in Waikato, izvirata na planoti.

### Geologija
Najvišja gora, Ruapehu, je andezitni stožec, ki je bil nekoliko višji, vendar je bil erodiran s 150 km³) stožcem in 150 km³ obročasto ravnino. Značilen je za vulkanski center Tongariro, katerega reliefne oblike opredeljujejo vmesne lastnosti njegove andezitne magme, saj ima zmerno količino silicijevega dioksida, zaradi česar je bolj viskozen kot bazalt, a veliko manj viskozen kot riolit. Andezitna magma se v efuzivnih izbruhih ohladi in tvori temno sivo lavo, če je revna s plinom, ali žlindro, če je bogata s plinom. Eksplozivni izbruhi so običajno majhni ali srednje veliki freatomagmatski izbruhi, kjer vroča magma spremeni vodo v paro in magmo v pepel. Severozahodno od Ruapehuja je Hauhungatahi, najstarejši zabeleženi vulkan na jugu planote. Drugi dve najvidnejši vulkanski gori sta Tongariro in Ngauruhoe, ki sta del enega samega sestavljenega stratovulkana, kot je Ruapehu, sestavljen iz plasti lave in tefre.
Obročna ravnina okoli osrednjih vulkanov je oblikovana iz številnih vulkanskih usedlin zaradi razpadanja pobočij ali izbruhov ter laharjev ali blatnih tokov, ki nastanejo, ko bodisi voda iz kraterskega jezera med izbruhom izbruhne iz Ruapehuja ali pa se taljenje snega sprosti zaradi odpovedi sten kraterja kot je okvara ledenega jezu. ločeno od eruptivnega dogodka. V primeru laharjev tečejo navzdol po gori in pobirajo pepel, lapile, bloke in bombe ter predhodno erodirano kamenje, pri čemer tvorijo debelo, gosto blato, ki je sposobno pobrati kamenje v velikosti avtomobila. Stari laharski tok je viden s pristopne ceste do smučišča Whakapapa. Na božični večer leta 1953 je nenaden lahar ponoči na gori Ruapehu podrl železniški most v Tangiwaiju, zaradi česar je šest vagonov ekspresa Wellington-Auckland zgrmelo v reko Whangaehu, pri čemer je v najhujši železniški nesreči na Novi Zelandiji umrlo 151 ljudi.
Odstotek silicijevega dioksida je odločilni dejavnik pri debelini ali viskoznosti magme in ta se povečuje severno in vzhodno od vulkanskega središča Tongariro, kjer je pokrajina kalder in vulkanskih kupol, ki sestavljajo kompleks kaldere Taupō (osrednje vulkansko območje Taupō ) in kompleks kaldere Okataina (Vulkanski center Okataina). Ti so proizvedli večino usedlin ignimbrita na planoti. Ignimbrit nastane iz zelo viskozne riolitne magme, ki je bogata s silicijem, kalijem in natrijem. To je material, bogat s plini, ki se z veliko hitrostjo izvrže iz tal v eksplozivnem dogodku, ki tvori kaldero, in ustvari ogromen bel vroč vodnjak, visok do 55 kilometrov. Ko ignimbrit pade, teče navzven z veliko hitrostjo (600–900 km/h) in lahko prepotuje veliko kilometrov, se celo povzpne čez hribe in gore, preden se ohladi, pri čemer pogosto v notranjosti zadrži zrak. Zlasti okoli jezera Taupō erodirani ignimbrit vključuje koščke hitro ohlajenega plovca, lahke kamnine, ki plava na vodi. Zgornja, nezvarjena plast ignimbritne plošče je razmeroma mehka in jo zlahka erodirajo potoki in reke, ki prenašajo plovec v jezero. Spodnje, zvarjene plasti ignimbritnih plošč so bolj goste, čeprav še vedno porozne. Te nižje stisnjene plasti pogosto kažejo bleščanje razgretih silicijevih madežev. Severno od planote se ta kamen, imenovan kamen Hinuera (po kamnolomu izvora), proizvaja za uporabo za obloge stavb. Zgodovinski izbruh na severozahodnem robu planote pri Mangakinu pred približno 1 milijonom let je proizvedel ignimbrit, ki je 170 km stran v Aucklandu debel do 9 m.
Zadnji ogromen izbruh na tem območju je bil izbruh Hatepe iz vulkanskega kompleksa jezera Taupō pred 1800 leti, ki je izbruhnil lavo in zlasti z vetrom napihano tefro na širokem območju severno in severovzhodno od Severnega otoka. Približno 30 km³ materiala je bilo izvrženo v nekaj minutah, kar naj bi bil največji izbruh na Novi Zelandiji v zadnjih 20.000 letih, vendar je celotno zaporedje izbruhov izvrglo več kot 120 km³ v malo daljše obdobje, ki bi lahko trajalo več let. Kot je značilno po takšnih dogodkih razplinjevanja, ki so ločeni v precejšnjem času, je nato prišlo do gradnje kupole z efuzivnim izbruhom viskozne riolitne magme z malo plina, kar je v tem primeru povzročilo nastanek grebenov Horomatangi približno 200 let kasneje. Drug primer takšne vulkanske kupole v jezeru Taupo je otok Motutaiko, proti severozahodu planote pa je kupola lave gore Tarawera, ki jo je poznejši razmeroma majhen eksploziven izbruh leta 1886 prepolovil z največjo človeško izgubo življenj, dokumentirano iz izbruha v zgodovini Nove Zelandije. Kasnejša ocena tveganja kaže, da je kompleks kaldere Okataina, ki vsebuje Tarawero, vulkansko polje z največjim tveganjem za človeka na Novi Zelandiji.
Celotno območje planote sega nad 300 metrov, precejšen del nad 800 metrov nadmorske višine.

### Podnebje
Na planoti je milo podnebje, čeprav temperatura pozimi redno pade pod ledišče, med marcem in oktobrom pa lahko zapade sneg. Od vseh regij Severnega otoka je Vulkanska planota najbližje celinskemu podnebju. Največ snega je od julija do septembra. Pozimi lahko na vulkanih doživite nenadne snežne nevihte. Takšne razmere so še leta 2019 ubile plezalce. Puščavska cesta na državni cesti 1 je pozimi za kratek čas pogosto zaprta zaradi snega.

### Rastlinstvo
Naravna vegetacija na tem območju vključuje podokarpne iglavce, vključno z rimu (Dacrydium cupressinum), miro (Prumnopitys ferruginea), matai ali črni bor (Prumnopitys taxifolia), totaro (Podocarpus totara) in kahikateo ali beli bor (Dacrycarpus dacrydioides) ter trdega lesa, ki je nekoč pokrival celotno območje pred izbruh Taupō in drugih vulkanov. Zahodno od treh velikih vulkanov je ozemlje grobo gozdnato hribovje, medtem ko je sever blizu jezera Taupō bolj rodoviten in valovit in veliko je bilo izkrčenega za kmetijstvo. Gozd se je včasih raztezal do zahodne obale in še vedno obstajajo zaplate naravne vegetacije v mokriščih, vključno s poplavnimi ravnicami Horowhenua.
Vendar južno od Taupōja pusta, s pepelom obremenjena tla in ostro alpsko podnebje puščajo visokogorje večinoma golo in nedonosno, kjer lahko rastejo le grmičaste rastline. To območje je znano kot puščava Rangipo, čeprav ni prava puščava, saj je letna količina padavin več kot 1000 mm, pravi razlog za nizko in redko vegetacijo pa je bila množična sterilizacija semen, ki jo je povzročil 26.000 let star izbruh Taupō, ki je ponesla razbeljen ignimbrit skozi to dolino. Pred tem kataklizmičnim dogodkom je bilo to območje pogozdeno in na mestih, kjer je prst erodirala, je mogoče videti štore zoglenelih dreves. Okoli samega Taupōja so geotermalna območja s posebnim rastlinskim življenjem, kot je ležeča kanuka ali beli čajevec (podvrsta kunzea ericoides).
Dlje proti vzhodu planote leži bolj razgibano hribovje v pogorju Kaimanawa, ki je priljubljeno območje lova na divje navadne jelene in sike. Vrhovi gora so odprti in pokriti z grmi. Helikopterji in lahka letala lahko pristanejo na neravni letališki stezi. Domet lova v grmovju je pogosto 50 m ali manj, na odprtih vrhovih pa je lahko doseg veliko daljši. Območje na jugu, okoli jezera Moawhango, je bogatejše z rastlinstvom. Nazadnje so na višjih legah po vsej regiji območja bukovega gozda in alpske vegetacije.

### Živalstvo
Severna stran planote je še posebej dom prostoživečim živalim, vključno s pticami, kot so severnootoški ptič kōkako (Callaeas wilsoni), novozelandska kaka in velike populacije navadnega kivija (Apteryx australis) in modre race (Hymenolaimus malacorhynchos). Območje južno od planote in navzdol do Wellingtona je dom številnim kuščarjem, vključno z Whitakerjevim skinkom (Cyclodina whitakeri), gozdnim gekonom (Hoplodactylus granulatus) in wellingtonskim zelenim gekonom (Naultinus elegans punctatus). Mokrišča po vsej regiji podpirajo vodne ptice in ribe, vključno z endemično rjavo blatnico.

## Grožnje in ohranjanje
Nižinska območja so precej poseljena, zato so urbani razvoj, kmetijstvo in gozdarstvo velika grožnja tamkajšnjim naravnim habitatom. En blok nižinskega gozda ostaja v narodnem parku Whanganui in okoli njega, velika območja v gorah pa so zavarovana bodisi z maorsko tradicijo bodisi v narodnih parkih, med katerimi je največji Te Urewera. Štirje narodni parki Severnega otoka, ki obdajajo planoto, so Te Urewera, Whanganui, Egmont in prvi narodni park Nove Zelandije, narodni park Tongariro, ki je na seznamu svetovne dediščine. Vnesene vrste in paša živine so zdaj velika grožnja za nekatere endemične vrste. Podgane, mačke in podlasice plenijo avtohtone plazilce in ptice (vključno s kokako, modro raco in rjavim kivijem), medtem ko lahko uvožene rastline, kot so navadni srobot (Clematis vitalba), banana pasijonka (Passiflora supersect. Tacsonia) in Ulex, prevzamejo avtohtone vrste. Končno lahko paša koz in oposumov izkorenini druge, kot so kamahi (Pterophylla racemosa), kaikawaka (Libocedrus bidwillii) in gorska tōtara (Podocarpus laetus). Zato so bili manjši otoki ob obali Wellingtona uporabljeni kot zatočišče za ptice in plazilce s Severnega otoka, katerih habitati bi lahko bili zdaj ali v prihodnosti ogroženi.
Območje vulkanske planote ima tudi največjo površino gozdov, ki jih je ustvaril človek na južni polobli. Skoraj vsa drevesa so Pinus radiata, ki so bila leta 1899 kupljena za poskuse v Rotorui iz Kew Gardens v Londonu. Drevo, ki izvira iz Montereya v Kaliforniji, je zelo hitro raslo na revnih tleh. Množično sajenje so sprva izvajali zaporniki v 1920-ih, nato pa brezposelni v velikem obsegu med veliko depresijo. Po drugi svetovni vojni so se znanstveniki iz Norveške naselili v regiji in pomagali razviti načine obdelave mehkega bora za preprečevanje gnitja z uporabo tlačne obdelave s kemikalijami. Uvedli so tudi selektivne metode žlahtnjenja, ki so bile standardni način izboljšanja dreves, dokler v 1990-ih niso uvedli kulture tkiv. Drevesa potrebujejo 25–30 let, da dosežejo polno višino. Večina nasadov uporablja drevesa z rastnim faktorjem (GF), ki zagotavljajo zelo visoko kakovost (ravnega in brez grč) lesa, vendar je še vedno potrebna obdelava s kemičnimi solmi, da se prepreči gnitje. To se naredi s potapljanjem ali bolj običajno s pritiskom. Nova Zelandija je prva uporabila les in vezane plošče Radiata pri izdelavi majhnih plovil. Uporabi se neobdelan prozoren les ali vezan les, ki se nato po gradnji vkapsulira v epoksi smolo. Ključni razlog je nizka cena lesa in ne katere koli inherentne lastnosti lesa, ki ima zmerno težo, vendar se zlahka zlomi, ko se upogne, ko se posuši na 12 % vlage. Ena največjih tovarn vezanih plošč na Novi Zelandiji je na vulkanski planoti v Tokoroi. Čeprav se na bolj strmih zemljiščih še vedno sadi ročno, se večina sadik zdaj sadi s pomočjo strojev.
Urbana območja v regiji vključujejo mesta Taihape na jugu, Ohakune, prestolnico Nove Zelandije, kjer se prideluje korenje, na zahodu, in Taupō na severu, s Tūrangijem, ki je glavna ribiška baza za postrvi na jugu jezera Taupō in ob pogorju Kaweka na vzhodu večina prebivalcev tega območja živi blizu obale jezera Taupō, z nekaj manjšimi naselji vzhodno od vulkanov. Ti se v veliki meri preživljajo s turizmom, vključno s smučanjem v zimski sezoni, ribolovom postrvi, zlasti na reki Tongariro ali z gozdarstvom na severovzhodu planote, ki vključuje gozd Kaingaroa, ali z delom na obsežnem hidroenergetskem sistemu.

## Zgodovina
Maorsko prebivalstvo v arhaičnem obdobju je bilo redko. Do danes sta bili odkriti le dve najdišči iz obdobja lovcev na moe. Najbolj znana je jama Whakamoenga v bližini mesta Taupō. Jama je bila v uporabi pred približno 600 leti in našli so tri kosti moe, kosmiče obsidiana, votla držala za pepel iz plovca, ribiško mrežo, ptičje sulice, koščke hue (buče) in ostanke praproti. Drugo mesto lovca na moe je v Tokoroi.
Tangata whenua (maorsko za 'ljudje dežel') so Ngāti Tūwharetoa. Njihov vrhovni poglavar je bil sir Tumu te Heuheu. Na to območje so se preselili, potem ko so se odcepili od plemena Arawa na vzhodni obali. Meja med Arawa in Tuwharetoa je majhen otok 400 metrov severno od Huka Falls na reki Waikato. Njihov glavni marae je na južnih obalah jezera Taupō v Waihiju blizu geotermalnega območja Tokaanu. Še vedno imajo v lasti vrhove gora, ki veljajo za svete, pa tudi vroče izvire Ketetahi na severnem pobočju gore Tongariro. Ljudje Māori so imeli vulkane za svete in so v tradicionalnih časih nosili ščitnike za oči iz lanu, da bi se izognili pogledu na vrhove.
Regija Rangipo je večinoma nenaseljena. Uporablja ga novozelandska vojska s sedežem v Waiouruju na jugu, zaporniška kmetija Rangipo na severu in podzemna postaja HEP Rangipo na vzhodu. V 1960-ih je sistem Tongariro Power Scheme preusmeril tok vode iz številnih potokov in rek, ki odmakajo osrednje vrhove. Voda je bila usmerjena v kanale, predore in akumulacijska jezera, da bi zagotovili vodo za 2 postaji HEP v Rangipu in Tokaanuju. Voda je nato stekla v jezero Taupō in povečala vnos za 20 %. Večina toka reke Tongariro ni vključena v shemo napajanja zaradi njenega pomena kot območja razmnoževanja potočne postrvi in šarenke. Dodatna voda je povečala količino vode, ki je na voljo za 10 drugih postaj HEP na reki Waikato, ki teče s severnega konca jezera in je njegov edini izhod.
Produktivnost pašnikov na planoti se je močno izboljšala v 1950-ih, ko so ugotovili, da je 'bolezen grmovja', ki jo trpi lokalna živina, posledica vulkanskih tal s pomanjkanjem kobalta. Diagnozo in zdravilo za to sta odkrila novozelandska znanstvenika (Grimmett in Shorland, višja kemika na Ministrstvu za kmetijstvo leta 1934), ki sta ugotovila, da je železova ruda, ki je dala najboljše rezultate, vsebovala precejšnje količine kobalta in je bila v nasprotju s priljubljenimi modrostmi, in z odmerjanjem kobalta živalim dala spektakularne rezultate. Avstralca Underwood in Filmer sta leta 1936 to potrdila in rešila podoben problem pri govedu v Avstraliji. Vendar pa je bil nanos kobalta v količini 30 ccm na ha mogoč šele po drugi svetovni vojni z uporabo vojnih presežkov letal in pilotov iz 2. svetovne vojne za dognojevanje iz zraka. Kobalt je bil pomešan z zdrobljeno fosfatno kamnino, ki so jo poceni pridobivali z otoka Nauru v zahodnem Pacifiku. Nastalo mešanico so poimenovali Super fosfat.
Največja kmetija – merjeno z efektivno obdelovano površino – na Severnem otoku, vključno s 13.800 hektarji zemlje s približno 9500 hektarji razvitih kmetijskih zemljišč, je bila ustanovljena ob cesti Taupō-Napier in se imenuje postaja Lochinver. Postajo so v veliki meri razvili gradbeni milijonar Bill Stephenson in njegova družina z uporabo težke opreme za zemeljska dela v 1960-ih in 1970-ih. Leta 2015 je bilo prodano podjetju Rimanui Farms, potem ko je vlada blokirala ponudbo kitajskih interesov. Postaja za ovce in govedo v visokogorju ima več vzletišč, 21 hiš in 200 km cest. V preteklosti je prevažal 100.000 plemenskih ovac in približno 8000 govedi, zdaj pa jih prevaža približno tretjino. Ima obsežne zaščitne pasove bora contorta, izboljšane pašnike z rženo travo in goji pridelke žitarice in ječmen. Prej je bil odprt za turistične in šolske skupinske avtobusne izlete.

## V popularni kulturi
Turizem je glavni gospodarski steber regije s širokim naborom zanimivosti, večinoma na prostem, od ribolova postrvi, muharjenja na reki Tongariro ali harlinga na jezeru Taupō, pohodništva, gorskega kolesarjenja s središčem v narodnem parku, lova na jelene ali prašiče, jahanja do smučanja/bordanja na gori Ruapehu.
Sir Edmund Hillary Outdoor Pursuits Center Nove Zelandije je na mestu starega italijanskega gradbenega kampa za gradnjo predorov. Ta center, ki ga je v 1970-ih ustanovil alpinist Graeme Dingle, ponuja dragocene izkušnje in veščine usposabljanja na prostem srednješolskim skupinam in drugim.
Spirala Raurimu je železniška spirala, ki potuje navzgor 122 m v dolžini 1,6 km, prek predorov in 180-stopinjskih ovinkov, tako da lahko potniki blizu čela vlaka vidijo zadnje vagone, ki se peljejo v nasprotni smeri. V času gradnje je veljal za mojstrovino inženirstva. To je bila zadnja etapa, ki je bila zgrajena na glavni železniški progi, dokončani leta 1908.

### Motoristični reli Cold Kiwi
Motociklistični reli Cold Kiwi, oglaševan kot najdaljši motociklistični reli na Novi Zelandiji, poteka na planoti od leta 1972. Dogodek organizira The Ruapehu Motorcycle Club v začetku septembra vsako leto. Kolesarji spijo v svojih šotorih, čeprav je ponoči povprečna temperatura –8 °C, klub pa poskrbi za toplo hrano in pijačo, kres, pa tudi tekmovanja, spominke, glasbene skupine v živo in sanitarije.

### Alpski prehod Tongariro
Enodnevni alpski prehod Tongariro iz doline Mangatepopo čez Mt Ngauruhoe in Mt Tongariro je Ministrstvo za varstvo narave razglasilo za enega največjih enodnevnih pohodov na svetu. 19,2 km dolga trasa je poleti dobro označena in priljubljena, vendar morajo biti pohodniki dobro pripravljeni in dobro opremljeni, saj je pot izpostavljena, zlasti v zimskih mesecih (od aprila do septembra), ko so drogovi poti včasih skriti v snegu ali spihani. Na koncu poti sta dve dobro opremljeni koči. Podrobna navodila so na voljo pri centru za obiskovalce Mt Ruapehu Department of Conservation.